# Ghaida Kambash
Ghaida Kambash (1974 - 10 de julho de 2020) foi uma política iraquiana.

## Biografia
Kambash era de Baquba, ao norte de Bagdade e tinha um doutorado em Ciências Políticas pela Universidade de Bagdade. Ela foi eleita para três mandatos consecutivos como membro do parlamento iraquiano. Pouco antes de morrer, ela fez campanha por uma reforma do sistema educacional.
Kambash morreu em Bagdade no dia 10 de julho de 2020 devido ao COVID-19, durante a pandemia do COVID-19 no Iraque. Tinha 46 anos.